# Rozstání (Světlá pod Ještědem)
Rozstání (německy Rostein) je vesnice, část obce Světlá pod Ještědem v okrese Liberec. Nachází se asi jeden kilometr západně od Světlé pod Ještědem. Rozstání leží v katastrálním území Rozstání pod Ještědem o rozloze 5,27 km². V katastrálním území Rozstání pod Ještědem leží i Dolení Paseky.

## Historie
První písemná zmínka o vesnici pochází z roku 1547.

## Pamětihodnosti
- Venkovský dům čp. 4, tzv. statek U Sedmi javorů neboli Slukův statek, dějiště prózy U sedmi javorů od Karoliny Světlé
- Na území obce Rozstání se nachází golfový areál Ještěd.
- V sousedství golfového hřiště leží lesopark Horka (pojmenování nese po nedalekém vrchu Mazova Horka).[5]

## Rodáci
- Otto Pavlů (1915–1943), válečný letec[6]

## Další obrázky

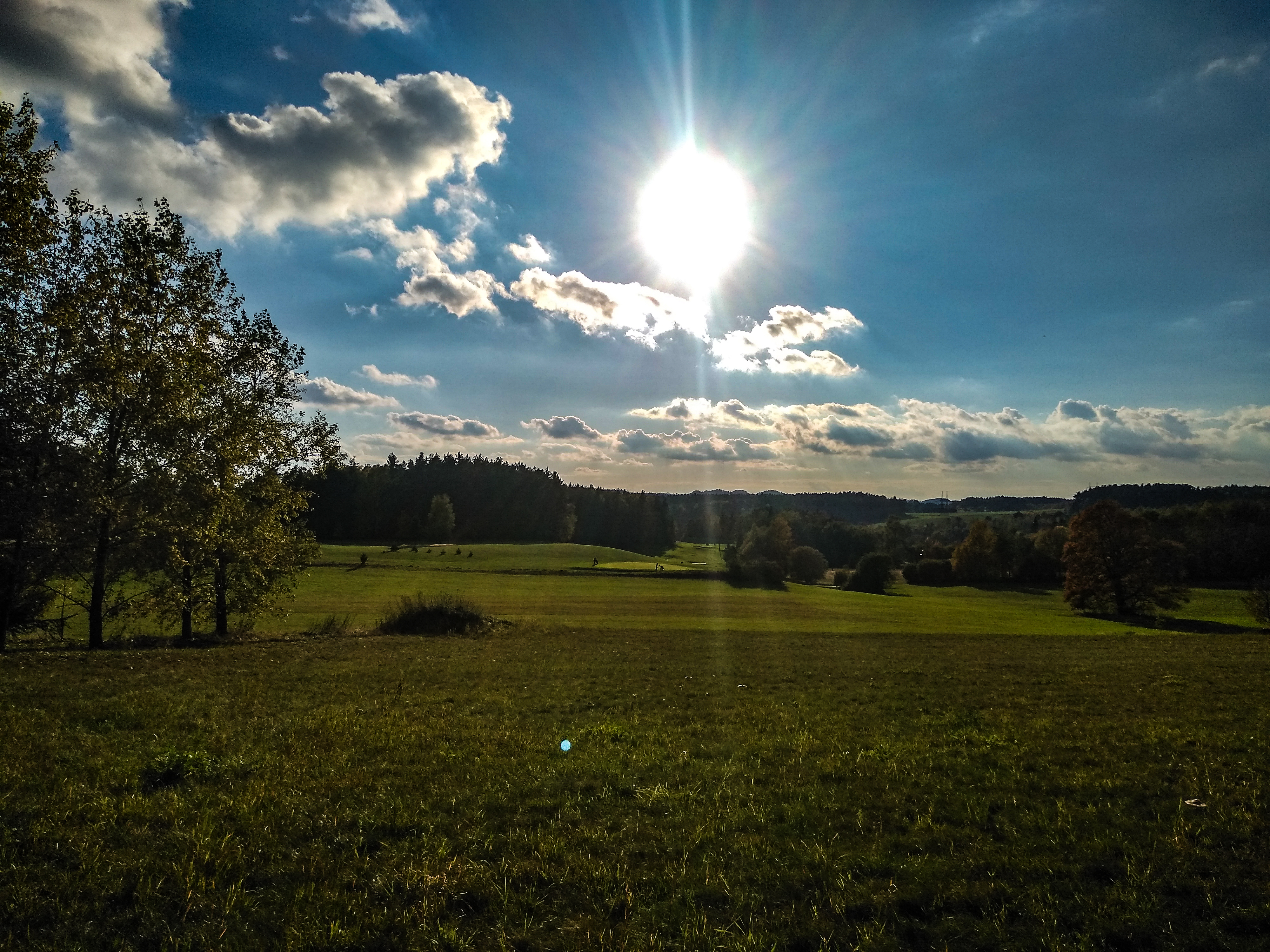
Golfový areál Ještěd
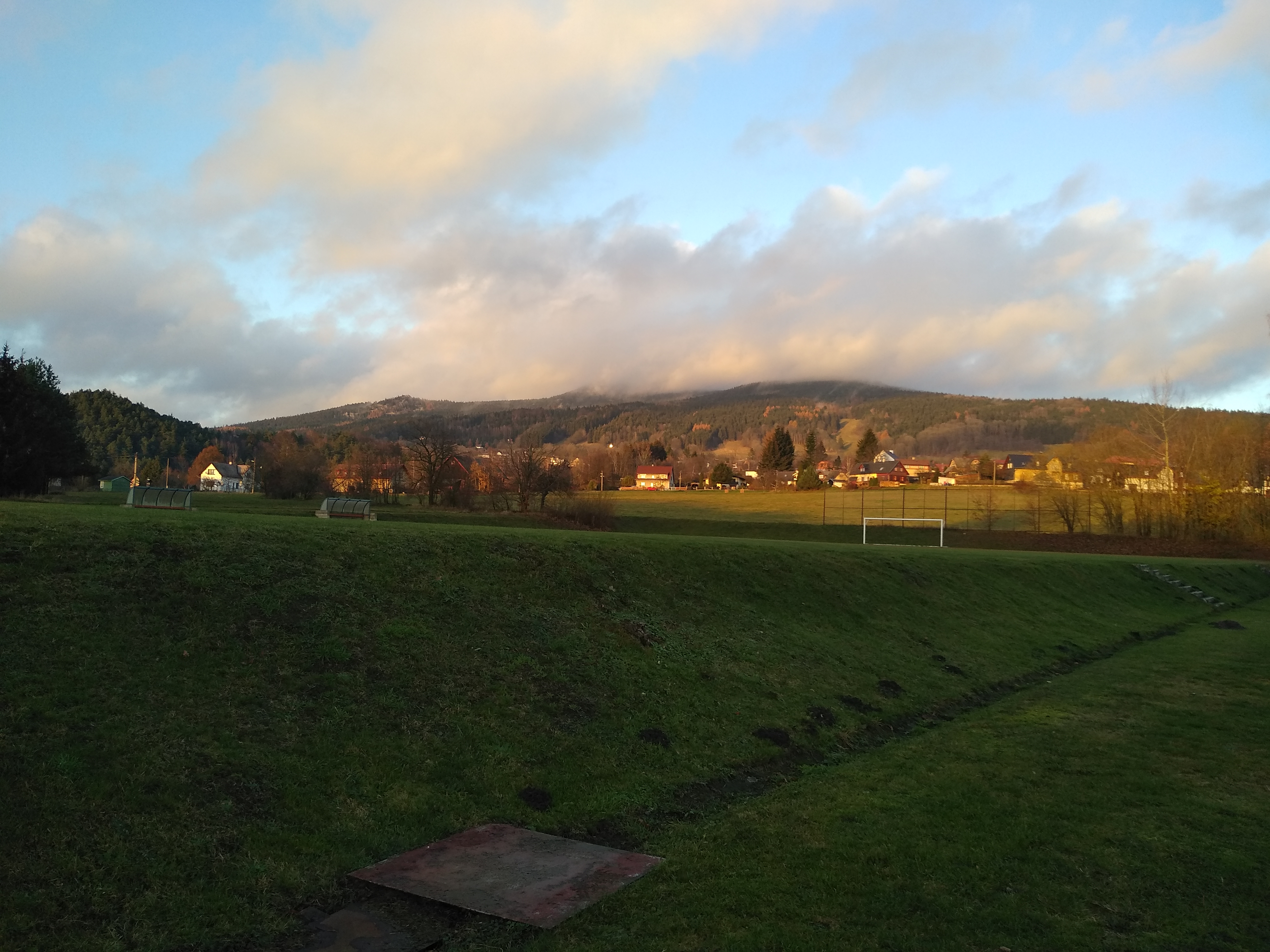
Pohled na Rozstání (Dolení Paseky)
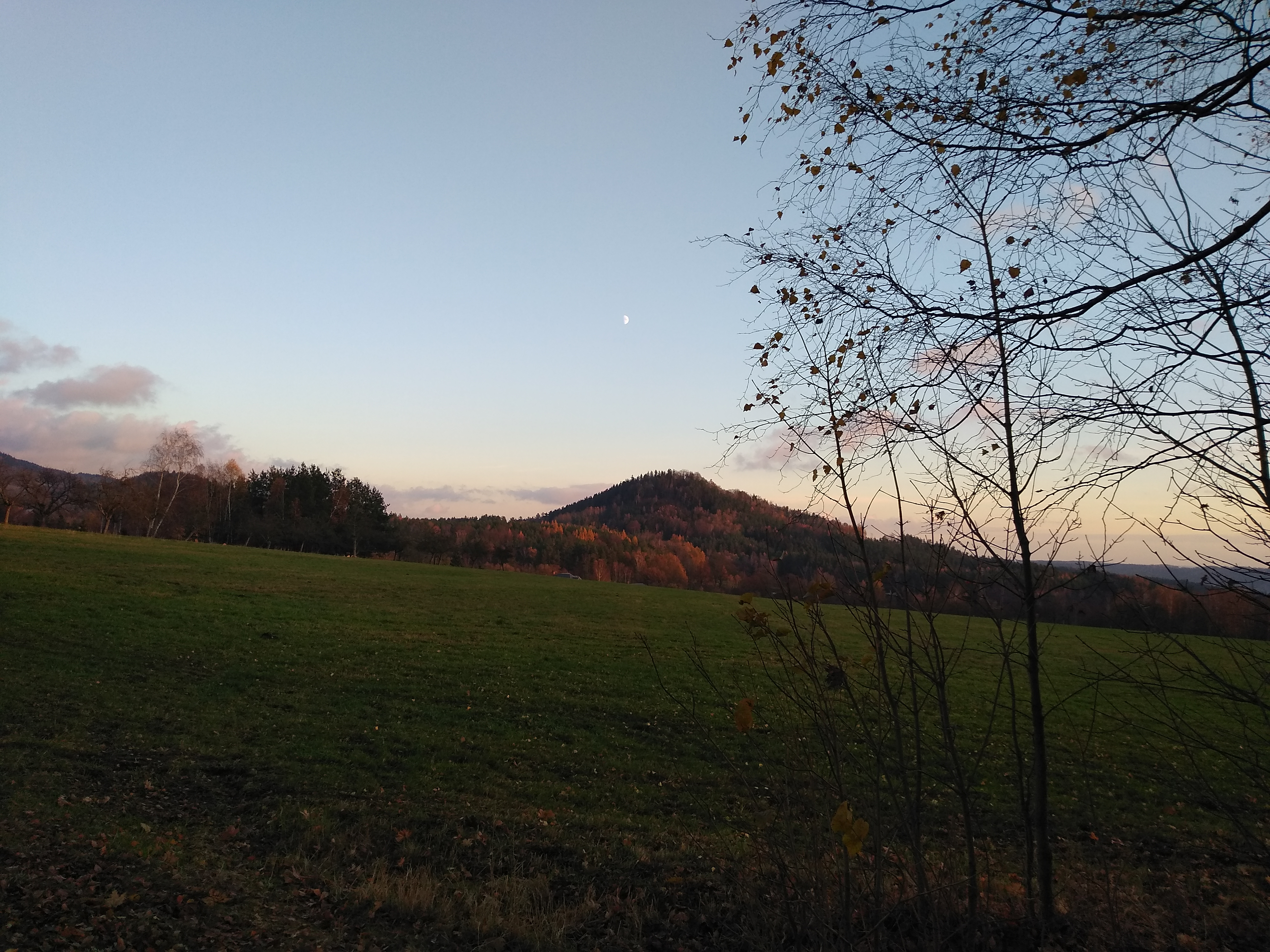
Mazova Horka od Doleních Pasek